# Гелиоконцентратор

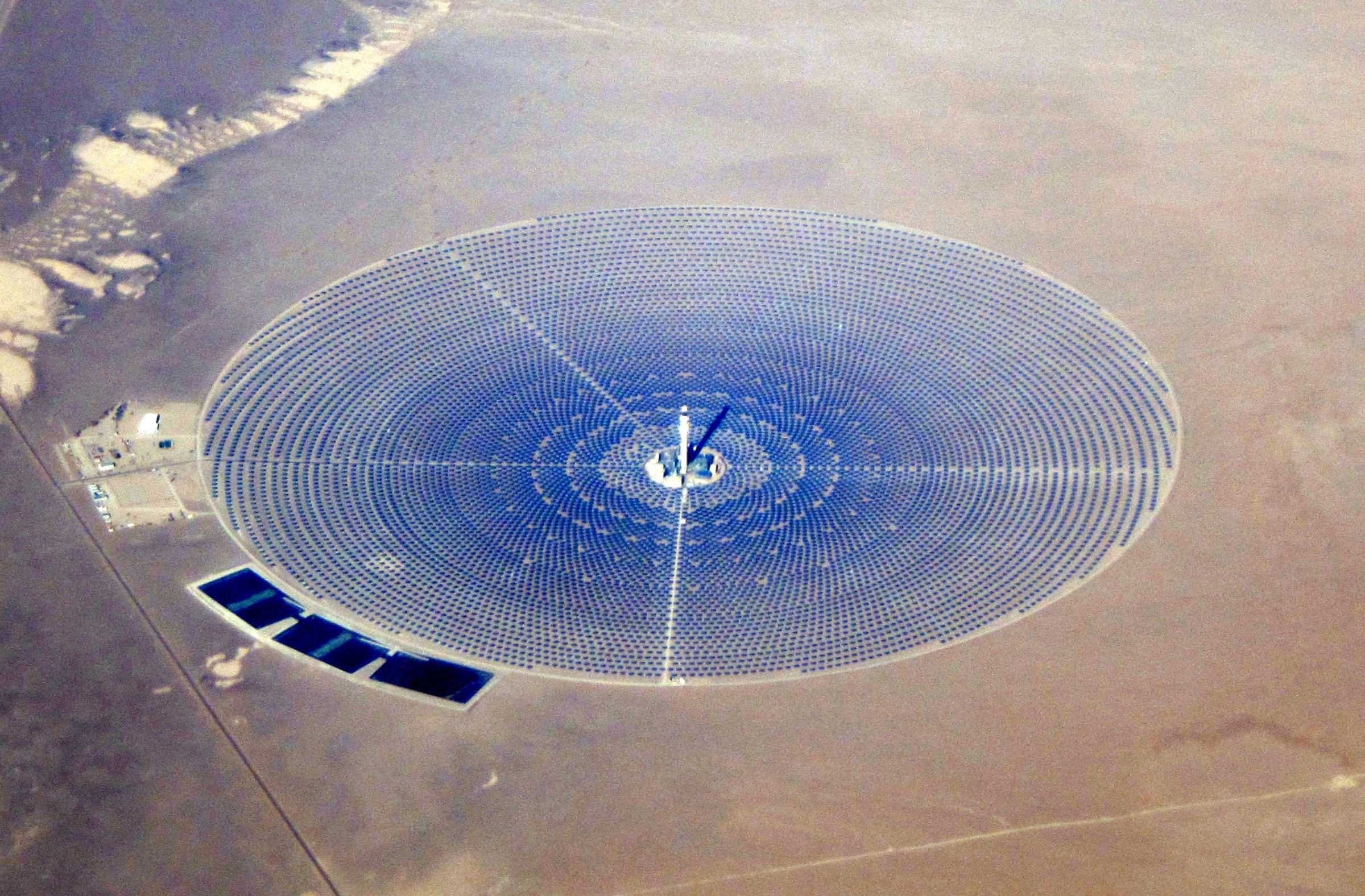
Концентратор в Кресчент Дюнс

Гелиоконцентра́тор (от гелио… и лат. con — «с, вместе», лат. centrum — «центр, средоточие») — технологический проектор для концентрации лучистой энергии Солнца; повышает в 100-10 000 раз плотность энергии солнечной радиации. Основная часть гелиоконцентратора — одно или несколько зеркал или линз, собирающих (фокусирующих) солнечные лучи. 
Гелиоконцентраторы известны давно (БСЭ упоминает устройства, созданные Архимедом, Т. П. Бюффоном[уточнить], А. Л. Лавуазье). В СССР первый крупный гелиоконцентратор в виде параболоида диаметром 10 м был создан в 1946 году в Ташкенте. Подобные же параболоидные гелиоконцентраторы были сооружены во Франции, США и Японии. Во Франции, например, в 1968 году начала действовать наиболее крупная солнечная печь с параболоидными гелиоконцентратором диаметром 54 м.